# مجموعة البنك الدولي
مجموعة البنك الدولي هي عائلة من خمسة منظمات دولية التي تقدم قروض الاستدانة إلى البلدان النامية. وهو أكبر وأشهر بنك تنمية في العالم وغير مراقب في مجموعة الأمم المتحدة الائتمانية. ويقع البنك في واشنطن، العاصمة، قدمت نحو 30 مليار دولار من القروض والمساعدات إلى البلدان «النامية» والتحول في عام 2012. مهمة البنك هو تحقيق الهدف المزدوج المتمثل في القضاء على الفقر المدقع وبناء الرخاء المشترك.
وتركز أنشطة البنك الدولي (البنك الدولي للإنشاء والتعمير والمؤسسة الدولية للتنمية) على البلدان النامية، في مجالات مثل التنمية البشرية (مثل التعليم والصحة)، والزراعة والتنمية الريفية (مثل الري والخدمات الريفية)، وحماية البيئة (مثل الحد من التلوث، وإنشاء وتطبيق اللوائح) والبنية التحتية (مثل الطرق، وتجديد المناطق الحضرية، والكهرباء)، ومشاريع البناء الكبيرة الصناعية، والحكم (على سبيل المثال لمكافحة الفساد، وتطوير المؤسسات القانونية).
البنك الدولي والمؤسسة الدولية للتنمية تقدم القروض بأسعار تفضيلية للدول الأعضاء، وكذلك المنح لأشد البلدان فقرا. وغالبا ما يرتبط قروض أو منح مشاريع محددة بتغييرات في السياسة على نطاق أوسع في القطاع أو اقتصاد البلاد ككل. على سبيل المثال، على قرض لتحسين الإدارة البيئية الساحلية قد تكون مرتبطة تطوير مؤسسات بيئية جديدة على المستويات الوطنية والمحلية وتنفيذ لوائح جديدة للحد من التلوث، أم لا، كما هو الحال في الانشاءات البنك الدولي بتمويل من مصانع الورق على طول ريو أوروغواي في عام 2006.
وقد تلقى البنك الدولي انتقادات مختلفة على مر السنين وشوهت فضيحة مع رئيس الجمهورية آنذاك بول وولفويتز للبنك ومساعديه، شاها رضا، في عام 2007.

## الأعضاء

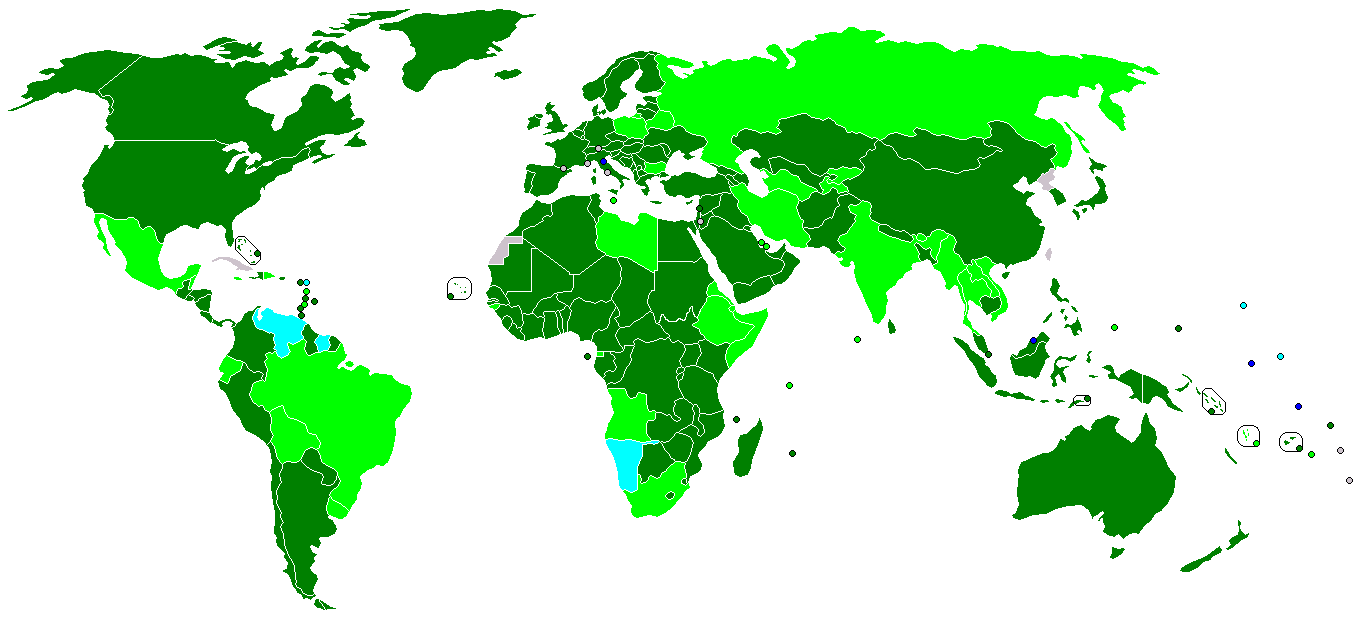
مجموعة البنك الدولي:
الدول الأعضاء في مجموعة البنك الدولي جميع المنظمات الخمس
الدول الأعضاء في أربع منظمات مجموعة البنك الدولي
الدول الأعضاء في ثلاث منظمات مجموعة البنك الدولي
الدول الأعضاء في المنظمتين مجموعة البنك الدولي
الدول الأعضاء فقط في البنك الدولي

جميع الاعضاء هم 193 في الامم المتحدة وكوسوفو التي هي أعضاء مجموعة البنك الدولي المشاركة كحد أدنى في البنك الدولي. ومعظمهم من المشاركة أيضا في بعض أخرى 4 منظمات: مؤسسة التنمية الدولية، مؤسسة التمويل الدولية، وكالة ضمان الاستثمار متعدد الأطراف، المركز الدولي لتسوية المنازعات الاستشارية.
أعضاء مجموعة البنك الدولي من قبل عدد من المنظمات التي تشارك فيها في:
1. فقط في البنك الدولي: سان مارينو
2. البنك الدولي ومنظمة واحدة أخرى: سورينام، توفالو، بروناي
3. البنك الدولي واثنين من المنظمات الأخرى: أنتيغوا وبربودا، ساو تومي وبرينسيبي، وناميبيا، بوتان، ميانمار، وقطر، وجزر مارشال وكيريباتي
4. البنك الدولي وثلاث منظمات أخرى: الهند وكندا والمكسيك وبليز وجامايكا وجمهورية الدومينيكان وفنزويلا والبرازيل وبوليفيا وأوروغواي والإكوادور ودومينيكا، وسانت فنسنت وجزر غرينادين، والرأس الأخضر وغينيا بيساو والنيجر وغينيا الاستوائية وأنغولا وجنوب افريقيا وجزر القمر وسيشيل وليبيا والصومال واثيوبيا واريتريا وجيبوتي والبحرين وإيران والعراق ومالطا والجبل الأسود وبلغاريا ورومانيا ومولدوفا وبولندا وروسيا وليتوانيا وروسيا البيضاء وقيرغيزستان وطاجيكستان وتركمانستان وتايلاند، لاوس وفيتنام وبالاو، فانواتو وساموا وجزر المالديف وجنوب السودان
5. كل خمس منظمات مجموعة البنك الدولي: بقية أعضاء مجموعة البنك الدولي 127

غير الأعضاء هم: أندورا، كوبا، ليختنشتاين، موناكو، وناورو، وكوريا الشمالية.